# ایستگاه متروی تئاتر شهر
ایستگاه متروی تئاتر شهر یکی از ایستگاه‌های خط ۳ و خط ۴ متروی تهران است که در تقاطع خیابان ولیعصر و خیابان انقلاب اسلامی واقع شده است.
این ایستگاه پیشتر ولیعصر نام داشت، که به دلیل مشابهت نامی با ایستگاه میدان ولیعصر در اواخر سال ۱۳۹۴ به تئاتر شهر تغییر نام داد.
این ایستگاه در تاریخ ۲۰ آذر ۱۳۸۹ تأسیس شده است و فضای سرپوشیده آن ۶٬۶۳۳ متر مربع و فضای باز آن ۱۵۵ متر مربع است.

## فعالیت حجاب‌بانان
در آبان‌ماه ۱۴۰۲ گزارش‌هایی مبنی بر حضور تعداد قابل‌توجهی نیروی حجاب‌بان در این ایستگاه و معابر اطراف آن منتشر شد. این افراد ضمن تذکر تهدیدآمیز به زنان بی‌حجاب، از آن‌ها با گوشی موبایل و دوربین حرفه‌ای، بدون کسب اجازه فیلم و عکس تهیه می‌کردند. برخورد خشونت‌آمیز آن‌ها با زنان نیز مشاهده و گزارش شده است.